# 阿南市立加茂谷中学校
阿南市立加茂谷中学校（あなんしりつ かもだにちゅうがっこう）は、徳島県阿南市加茂町にある公立中学校である。

## 概要
- 2015年4月19日、鯉つるしに参加[1]。
- 2015年5月5日、加茂谷鯉まつりに参加[1]。
- アフガニスタンにランドセルを送るための募金活動をしている[1]。
- 2015年10月30日、同校と阿南市立加茂谷幼稚園と阿南市立吉井小学校の3校が那賀川吉井地区河川敷で合同防災訓練を行った。防災訓練の一環としてレクレーションを実施している。2013年から飯ごう炊さんを実施している[2]。

## 沿革
- 1947年（昭和22年）4月1日 - 加茂谷村加茂谷中学校を創立。
- 1955年（昭和30年）1月1日 - 那賀郡加茂谷村が那賀郡富岡町に編入し加茂谷村が消滅。富岡町加茂谷中学校と改称。
- 1958年（昭和33年）5月1日 - 那賀郡富岡町と橘町と合併し両町が消滅。市制施行し阿南市が発足。阿南市立加茂谷中学校と改称。
- 2007年（平成19年） - アフガニスタンにランドセルを寄贈する。（以後、毎年寄贈する。）[3]
- 2014年（平成26年）8月10日 - 台風11号による大雨で那賀川が氾濫し、校舎の2階まで水に浸かった[4]。
- 2015年（平成27年）7月17日 - 台風11号による大雨で那賀川が氾濫し、校舎の2階まで水に浸かった。

## 基礎データ
教育目標
- ふるさとを愛し、心豊かにたくましく生きる生徒の育成。

## 校訓
- 自主
- 勤勉
- 協同

## 校歌
- 作詞: 大越寛文
- 作曲: 近藤良三

## 部活動
- ソフトテニス
- 卓球
- 陸上

## 通学区域が隣接している学校
- 阿南市立阿南第一中学校
- 阿南市立阿南第二中学校
- 那賀町立鷲敷中学校
- 勝浦町立勝浦中学校
- 小松島市立小松島南中学校